# El Mangal, Ignacio de la Llave
El Mangal är en ort i Mexiko.   Den ligger i kommunen Ignacio de la Llave och delstaten Veracruz, i den sydöstra delen av landet, 300 km öster om huvudstaden Mexico City. El Mangal ligger 16 meter över havet och antalet invånare är 200.
Terrängen runt El Mangal är mycket platt. Runt El Mangal är det ganska tätbefolkat, med 72 invånare per kvadratkilometer. Närmaste större samhälle är Tlalixcoyan, 12,5 km nordväst om El Mangal. Omgivningarna runt El Mangal är en mosaik av jordbruksmark och naturlig växtlighet.